# Selina Napa
Selina Matenga-Napa, née à Mangaia dans les îles Cook le 17 octobre 1964, est une joueuse de netball et femme politique des Îles Cook. Elle est sélectionnée dans l'équipe nationale de netball dont elle devient capitaine.
Elle est élue députée au Parlement des Îles Cook, deux fois réélue, et y siège pendant dix ans, de 2012 à 2022. Elle est membre du Parti démocratique des Îles Cook. 

## Biographie

### Jeunesse et carrière sportive
Selina Napa naît sur l'atoll de Mangaia dans les Îles Cook le 17 octobre 1964. Elle est la fille de l'ancien député Dr Teariki Matenga. Elle fait ses études à l'école Titikaveka puis au collège Tereora.
Elle pratique dès sa prime enfance le netball, jouant d'abord au niveau de son village, puis elle fait partie de l'équipe nationale de netball des Îles Cook aux Mini Jeux du Pacifique Sud de 1981. Elle continue à jouer en international pour les Îles Cook tout au long des années 1980 et 1990, notamment aux Championnats du monde de netball de 1987 à Glasgow, en Écosse, et aux Jeux mondiaux de 1989 en Allemagne. 
Elle devient même capitaine de l'équipe nationale. Elle joue ensuite pour le club des Titikaveka Pearls et elle en est l'entraîneuse, puis elle fait partie du comité de sélection de l'équipe nationale féminine de cricket des Îles Cook.

### Carrière politique
Selina Napa travaille d'abord pour le Business Trade and Investment Board, puis elle devient la directrice de campagne électorale de Robert Wigmore, député de Titikaveka, pendant ses quatre campagnes électorales. Elle est ensuite l'administratrice et la porte-parole du Parti démocrate des Îles Cook.

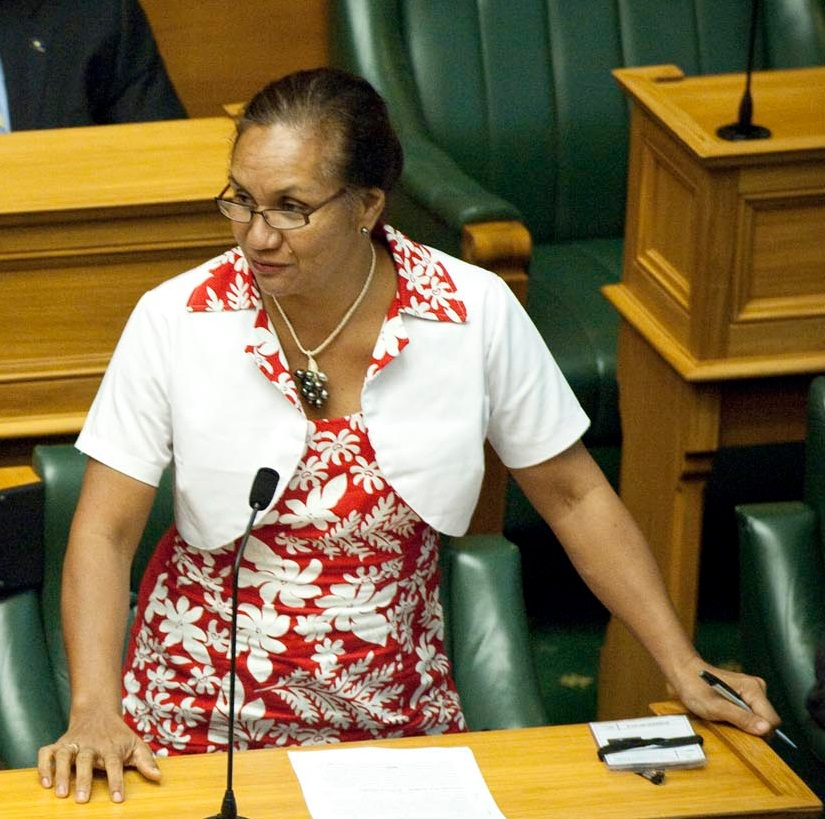
Selina Napa au Parlement en 2013.

Après la mort du député Robert Wigmore, elle est élue députée au Parlement lors de l'élection partielle de Titikaveka de 2012, à laquelle son frère se présente également,. Elle assiste en avril 2013 au premier Forum parlementaire du Pacifique à Wellington, en Nouvelle-Zélande.
Selina Napa est réélue lors des élections législatives de 2014. Elle est nommée en 2015 porte-parole de l'opposition pour l'environnement, les télécommunications, le tourisme, la jeunesse et les sports. Elle fait partie en 2016 de la délégation des Îles Cook au deuxième Forum parlementaire du Pacifique.
Elle encore réélue lors des élections législatives de 2018, pour un troisième mandat parlementaire. En décembre 2019, elle participe à une manifestation de femmes parlementaires pour autoriser le port de l'ei katu (couronnes de fleurs) au Parlement. En février 2020, elle est nommée porte-parole du Parti démocrate pour la santé, l'environnement, la justice et le Conseil du commerce et de l'investissement.
Elle n'est pas réélue et perd son siège aux élections générales de 2022 aux Îles Cook.

## Honneurs
Selina Napa est nommée membre de l'Empire britannique pour ses services rendus au sport, à la jeunesse et à la communauté lors des honneurs du Nouvel An 2007.